# Budova penzijního fondu (Sarajevo)

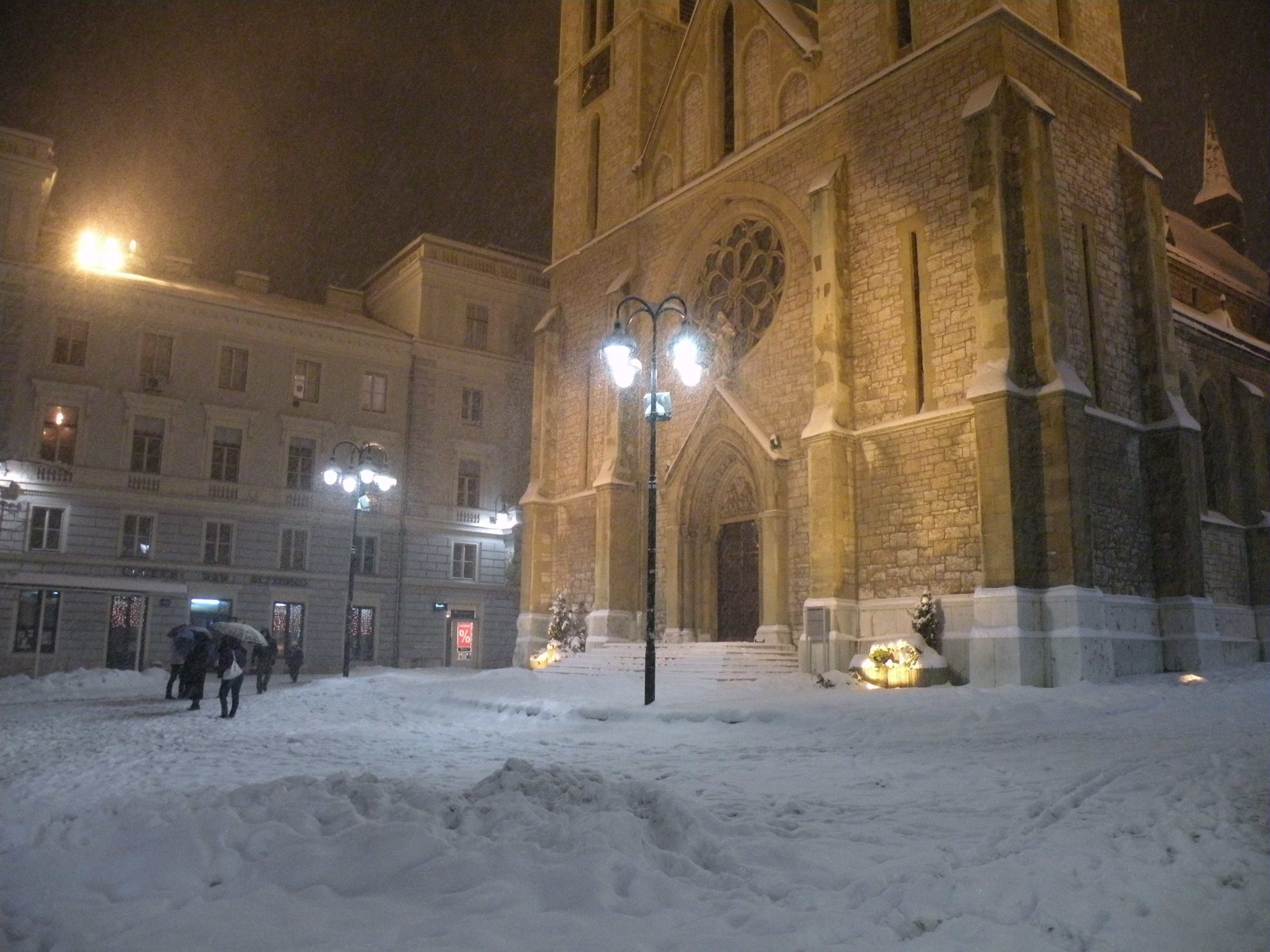
Průčelí domu v zimě (vlevo).

Budova penzijního fondu (chorvatsky/bosensky/srbsky Zgrada penzionog fonda/Зграда пензионог фонда), oficiálně Gazi-Husrevbegův palác (chorvatsky/bosensky Gazi-Husrevbegova palata) se nachází v centru města Sarajeva, vedle Katedrály srdce Ježíšova. Vyplňuje západní stranu náměstí Trg Fra Grge Martića, na které se katedrála nachází. Novorenesanční reprezentační palác byl první stavbou v bosenské metropoli, kterou realizoval český architekt Karel Pařík. Její adresa je Trg fra Grge Martića 4.

## Historie
O realizaci budovy se zasloužil Konstantin Hörmann, který působil v bosenskohercegovinské zemské vládě po příchodu Rakousko-Uherska.
Průčelí budovy bylo orientováno do náměstí, kde jej však později zastínila katedrála. Kromě toho má budova také ještě dvě křídla, která tvoří východní část bloku domů a vybíhají do ulic Ferhadija (jižní křídlo) a Mula Mustafe Bašeskije (severní křídlo). Rozčlenění budovy odpovídá stavbě Heinrichhofu ve Vídni.
Výstavba objektu probíhala až do léta roku 1886 a podzimu 1887, probíhala po částech. V přízemí byla následně otevřena kavárna, sídlila zde také pošta a telegraf. Od roku 1889 sídlila v přízemí Bosenskohercegovinská banka, která se později přestěhovala do vyššího patra. V budově sídlilo také bosenské Zemské muzeum.
Později zde sídlila řada různých institucí. V současné době patří dům Islámskému společenství Bosny a Hercegoviny. Svůj název získala podle původního určení, jako budova penzijního fondu bosenskohercegovinských zemských funkcionářů.
V průběhu různých rekonstrukcí, kterými stavba prošla, byly některé dekorativní prvky stavby postupně odstraňovány a stavba tak podstatným způsobem změnila svojí podobu.